# 엘리자베스 로저스
엘리자베스 로저스(Elizabeth Rogers, 1934년 5월 18일 ~ 2004년 11월 6일)는 미국의 배우, 텔레비전 배우, 영화배우이다.
오스틴에서 태어났다.

## 영화
- 아웃레이지! (1986년)
- 사관과 신사 (1982년)
- 대단한 차도둑 (1977년) - 프리실라 파워스 역
- 타워링 (1974년)
- 섬씽 이블 (1972년)
- 포세이돈 어드벤쳐 (1972년)
- 보난자 (1959년)
- 딜론 보안관 (1955년)